# Inge Solar Memorial – Alpen Trophy de 2018
Inge Solar Memorial – Alpen Trophy de 2018 foi a primeira edição do Inge Solar Memorial – Alpen Trophy, um evento anual de patinação artística no gelo organizado pelo Skate Austria, e que fez parte do Challenger Series de 2018–19. A competição foi disputada entre os dias 11 de novembro e 18 de novembro, na cidade de Innsbruck, Áustria.

## Eventos
- Individual masculino
- Individual feminino
- Duplas
- Dança no gelo

## Medalhistas
| Evento                        | Ouro                                            | Prata                                                  | Bronze                                        |
| Sênior (Challenger Series)    |                                                 |                                                        |                                               |
| Individual masculino detalhes | Daniel Grassl · Itália                          | Roman Sadovsky · Canadá                                | Tomoki Hiwatashi · Estados Unidos             |
| Individual feminino detalhes  | Anna Tarusina · Rússia                          | Serafima Sakhanovich · Rússia                          | Brooklee Han · Austrália                      |
| Duplas detalhes               | Anastasia Mishina · Aleksandr Galiamov · Rússia | Rebecca Ghilardi · Filippo Ambrosini · Itália          | nenhum outro competidor                       |
| Dança no gelo detalhes        | Charlène Guignard · Marco Fabbri · Itália       | Lorraine McNamara · Quinn Carpenter · Estados Unidos   | Marie-Jade Lauriault · Romain Le Gac · França |
| Júnior                        |                                                 |                                                        |                                               |
| Individual masculino          | Gabriele Frangipani · Itália                    | Yudong Chen · China                                    | Nikita Starostin · Alemanha                   |
| Individual feminino           | Viktoria Vasilieva · Rússia                     | Alessia Tornaghi · Itália                              | Anaïs Coraducci · Suíça                       |
| Duplas                        | Vivienne Contarino · Marco Pauletti · Itália    | Alyssa Montan · Manuel Piazza · Itália                 | Heidrun Pipal · Erik Pipal · Áustria          |
| Dança no gelo                 | Sofia Shevchenko · Igor Eremenko · Rússia       | Natalie Taschlerova · Filip Tascher · República Tcheca | Sara Campanini · Francesco Riva · Itália      |
| Noviço avançado               |                                                 |                                                        |                                               |
| Individual masculino          | Kirill Sarnovskiy · Rússia                      | Lev Vinokur · Rússia                                   | Davide Calderari · Alemanha                   |
| Individual feminino           | Elizaveta Beretstovskaia · Rússia               | Sofya Samodelkina · Rússia                             | Min Seo-hyun · Coreia do Sul                  |
| Noviço básico                 |                                                 |                                                        |                                               |
| Individual masculino          | Matteo Marchioni · Itália                       | David Sedej · Eslovênia                                | Tudor-Dominic Andrei · Romênia                |
| Individual feminino           | Lara Katharina Hunter · Áustria                 | Martina Marchioni · Itália                             | Sascha Sophie Erhardt · Áustria               |
| Cubs                          |                                                 |                                                        |                                               |
| Individual feminino           | Zoja Kramar · Eslovênia                         | Zala Grum · Eslovênia                                  | Vita Kas · Eslovênia                          |
| Chicks                        |                                                 |                                                        |                                               |
| Individual feminino           | Neza Rikke Rutar · Eslovênia                    | Helena Kolley · Áustria                                | Zala Kas · Eslovênia                          |

## Resultados

### Individual masculino
| Pos.              | Nome                  | Nacionalidade    | Pontos | PC         | PL          |
| ----------------- | --------------------- | ---------------- | ------ | ---------- | ----------- |
| Medalha de ouro   | Daniel Grassl         | Itália           | 230.50 | 83.42 (1)  | 147.08 (1)  |
| Medalha de prata  | Roman Sadovsky        | Canadá           | 204.95 | 77.91 (2)  | 127.04 (5)  |
| Medalha de bronze | Tomoki Hiwatashi      | Estados Unidos   | 199.21 | 77.22 (3)  | 121.99 (7)  |
| 4                 | Konstantin Miliukov   | Rússia           | 199.19 | 71.44 (5)  | 127.75 (4)  |
| 5                 | Luc Maierhofer        | Áustria          | 198.29 | 66.32 (7)  | 131.97 (2)  |
| 6                 | Camden Pulkinen       | Estados Unidos   | 196.55 | 71.85 (4)  | 124.70 (6)  |
| 7                 | Adam Siao Him Fa      | França           | 187.90 | 59.24 (13) | 128.66 (3)  |
| 8                 | Thomas Stoll          | Alemanha         | 183.82 | 67.69 (6)  | 116.13 (12) |
| 9                 | Lukas Britschgi       | Suíça            | 182.27 | 62.16 (9)  | 120.11 (9)  |
| 10                | Valtter Virtanen      | Finlândia        | 180.96 | 62.16 (9)  | 118.80 (11) |
| 11                | Micah Kai Lynette     | Tailândia        | 180.88 | 61.64 (11) | 119.24 (10) |
| 12                | Radek Jakuba          | República Tcheca | 180.22 | 58.36 (16) | 121.86 (8)  |
| 13                | Mattia Dalla Torre    | Itália           | 171.49 | 66.00 (8)  | 105.49 (18) |
| 14                | Slavik Hayrapetyan    | Armênia          | 170.72 | 58.08 (17) | 112.64 (14) |
| 15                | Catalin Dimitrescu    | Alemanha         | 169.12 | 58.40 (15) | 110.72 (15) |
| 16                | Jari Kessler          | Itália           | 167.00 | 58.94 (14) | 108.06 (16) |
| 17                | Daniel Albert Naurits | Estônia          | 165.35 | 51.16 (21) | 114.19 (13) |
| 18                | Aleksandr Selevko     | Estônia          | 165.17 | 58.07 (18) | 107.10 (17) |
| 19                | Harry Mattick         | Reino Unido      | 155.23 | 49.89 (22) | 105.34 (19) |
| 20                | Igor Reznichenko      | Polônia          | 154.77 | 59.36 (12) | 95.41 (20)  |
| 21                | Park Sung-hoon        | Coreia do Sul    | 134.41 | 42.54 (26) | 91.87 (21)  |
| 22                | Byun Se-jong          | Coreia do Sul    | 133.65 | 52.22 (19) | 81.43 (23)  |
| 23                | Georgii Reshtenko     | República Tcheca | 132.60 | 48.70 (23) | 83.90 (22)  |
| 24                | Joshua Rols           | França           | 125.25 | 44.36 (25) | 80.89 (24)  |
| 25                | Marco Klepoch         | Eslováquia       | 119.64 | 44.38 (24) | 75.26 (25)  |
| WD                | Jonathan Hess         | Alemanha         | —      | 51.50 (20) | — (WD)      |

### Individual feminino
| Pos.              | Nome                      | Nacionalidade          | Pontos | PC         | PL         |
| ----------------- | ------------------------- | ---------------------- | ------ | ---------- | ---------- |
| Medalha de ouro   | Anna Tarusina             | Rússia                 | 198.76 | 67.48 (1)  | 131.28 (1) |
| Medalha de prata  | Serafima Sakhanovich      | Rússia                 | 174.36 | 58.16 (4)  | 116.20 (2) |
| Medalha de bronze | Brooklee Han              | Austrália              | 165.40 | 62.14 (2)  | 103.26 (7) |
| 4                 | Ashley Lin                | Estados Unidos         | 165.34 | 50.63 (12) | 114.71 (3) |
| 5                 | Laurine Lecavelier        | França                 | 162.78 | 56.12 (5)  | 106.66 (4) |
| 6                 | Roberta Rodeghiero        | Itália                 | 160.66 | 55.50 (6)  | 105.16 (6) |
| 7                 | Karly Robertson           | Reino Unido            | 156.93 | 51.35 (11) | 105.58 (5) |
| 8                 | Park So-youn              | Coreia do Sul          | 152.94 | 58.94 (3)  | 94.00 (9)  |
| 9                 | Natasha Mckay             | Reino Unido            | 146.01 | 47.79 (17) | 98.22 (8)  |
| 10                | Chen Hongyi               | China                  | 143.90 | 54.82 (8)  | 89.08 (11) |
| 11                | Gerli Liinamäe            | Estônia                | 140.62 | 49.30 (14) | 91.32 (10) |
| 12                | Greta Morkytė             | Lituânia               | 136.87 | 48.89 (15) | 87.98 (12) |
| 13                | Sara Conti                | Itália                 | 136.41 | 52.31 (9)  | 84.10 (18) |
| 14                | Julia Sauter              | Romênia                | 133.00 | 48.74 (16) | 84.26 (17) |
| 15                | Kristina Shkuleta-Gromova | Estônia                | 132.95 | 46.01 (18) | 86.94 (15) |
| 16                | Anita Östlund             | Suécia                 | 132.74 | 51.57 (10) | 81.17 (20) |
| 17                | Sophia Schaller           | Áustria                | 130.35 | 44.60 (20) | 85.45 (16) |
| 18                | Julie Froetscher          | França                 | 128.44 | 40.56 (22) | 87.88 (13) |
| 19                | Valentina Matos           | Espanha                | 127.98 | 45.98 (19) | 82.00 (19) |
| 20                | Yasmine Kimiko Yamada     | Suíça                  | 125.94 | 38.89 (25) | 87.05 (14) |
| 21                | Alissa Scheidt            | Alemanha               | 123.84 | 54.97 (7)  | 68.87 (23) |
| 22                | Elisabetta Leccardi       | Itália                 | 123.39 | 44.31 (21) | 79.08 (21) |
| 23                | Anna Litvinenko           | Reino Unido            | 116.73 | 40.49 (23) | 76.24 (22) |
| 24                | Romana Kaiser             | Liechtenstein          | 94.62  | 31.04 (29) | 63.58 (24) |
| 25                | Daniela Ko                | República Tcheca       | 93.70  | 31.33 (27) | 62.37 (25) |
| 26                | Simona Gospodinova        | Bulgária               | 84.79  | 31.42 (26) | 53.37 (27) |
| 27                | Sarah Isabella Bardua     | Nova Zelândia          | 81.86  | 29.38 (30) | 52.48 (28) |
| 28                | Zahra Lari                | Emirados Árabes Unidos | 76.58  | 21.66 (31) | 54.92 (26) |
| 29                | Thita Lamsam              | Tailândia              | 72.03  | 31.10 (28) | 40.93 (29) |
| WD                | Emmi Peltonen             | Finlândia              | —      | 49.32 (13) | — (WD)     |
| WD                | Elžbieta Kropa            | Lituânia               | —      | 40.07 (24) | — (WD)     |
| WD                | Tasya Putri               | Indonésia              | —      | — (WD)     |            |
| WD                | Daria Panenkova           | Rússia                 | —      | — (WD)     |            |

### Duplas
| Pos.             | Nome                                   | Nacionalidade  | Pontos | DC        | DL         |
| ---------------- | -------------------------------------- | -------------- | ------ | --------- | ---------- |
| Medalha de ouro  | Anastasia Mishina / Aleksandr Galiamov | Rússia         | 192.75 | 64.38 (1) | 128.37 (1) |
| Medalha de prata | Rebecca Ghilardi / Filippo Ambrosini   | Itália         | 163.74 | 55.15 (2) | 108.59 (2) |
| WD               | Jessica Calalang / Brian Johnson       | Estados Unidos | — (WD) |           |            |

- Nota: Para esta categoria, o Inge Solar Memorial – Alpen Trophy de 2018 foi considerado apenas como uma competição internacional, uma vez que o número mínimo de inscrições para o Challenger Series não foi atingido.[20] Para duplas, o número mínimo é cinco entradas de pelo menos três membros da ISU.[21]

### Dança no gelo
| Pos.              | Nome                                   | Nacionalidade  | Pontos | DC         | DL         |
| ----------------- | -------------------------------------- | -------------- | ------ | ---------- | ---------- |
| Medalha de ouro   | Charlène Guignard / Marco Fabbri       | Itália         | 195.39 | 76.96 (1)  | 118.43 (1) |
| Medalha de prata  | Lorraine Mcnamara / Quinn Carpenter    | Estados Unidos | 174.35 | 68.69 (2)  | 105.66 (3) |
| Medalha de bronze | Marie-Jade Lauriault / Romain Le Gac   | França         | 171.46 | 65.08 (3)  | 106.38 (2) |
| 4                 | Anastasia Shpilevaya / Grigory Smirnov | Rússia         | 158.65 | 63.43 (4)  | 95.22 (5)  |
| 5                 | Justyna Plutowska / Jérémie Flemin     | Polônia        | 152.49 | 56.22 (6)  | 96.27 (4)  |
| 6                 | Shari Koch / Christian Nüchtern        | Alemanha       | 148.94 | 57.25 (5)  | 91.69 (7)  |
| 7                 | Julia Wagret / Pierre Souquet          | França         | 147.03 | 54.62 (8)  | 92.41 (6)  |
| 8                 | Jennifer Urban / Benjamin Steffan      | Alemanha       | 144.19 | 56.03 (7)  | 88.16 (8)  |
| 9                 | Carolina Moscheni / Andrea Fabbri      | Itália         | 137.83 | 50.81 (10) | 87.02 (9)  |
| 10                | Victoria Manni / Carlo Roethlisberger  | Suíça          | 131.93 | 51.88 (9)  | 80.05 (10) |
| 11                | Chantelle Kerry / Andrew Dodds         | Austrália      | 125.08 | 45.65 (11) | 79.43 (11) |
| 12                | Matilda Friend / William Badaoui       | Austrália      | 118.39 | 44.39 (13) | 74.00 (12) |
| 13                | Teodora Markova / Simon Daze           | Bulgária       | 117.84 | 44.71 (12) | 73.13 (13) |
| 14                | Mina Zdravkova / Christopher M. Davis  | Bulgária       | 104.70 | 36.70 (14) | 68.00 (14) |

## Quadro de medalhas
Challenger Series
| Ordem | País           | Medalha de ouro | Medalha de prata | Medalha de bronze |   | Ordem por total |
| ----- | -------------- | --------------- | ---------------- | ----------------- | - | --------------- |
| 1     | Itália         | 2               |                  |                   | 2 | 1               |
| 2     | Rússia         | 1               | 1                |                   | 1 | 1               |
| 3     | Estados Unidos |                 | 1                | 1                 | 2 | 3               |
| 4     | Canadá         |                 | 1                |                   | 1 | 4               |
| 5     | Austrália      |                 |                  | 1                 | 1 | 4               |
| 5     | França         |                 |                  | 1                 | 1 | 4               |
| TOTAL | TOTAL          | 3               | 3                | 3                 | 9 | —               |

Sênior
| Ordem | País           | Medalha de ouro | Medalha de prata | Medalha de bronze |    | Ordem por total |
| ----- | -------------- | --------------- | ---------------- | ----------------- | -- | --------------- |
| 1     | Itália         | 2               | 1                |                   | 3  | 1               |
| 1     | Rússia         | 2               | 1                |                   | 3  | 1               |
| 3     | Estados Unidos |                 | 1                | 1                 | 2  | 3               |
| 4     | Canadá         |                 | 1                |                   | 1  | 4               |
| 5     | Austrália      |                 |                  | 1                 | 1  | 4               |
| 5     | França         |                 |                  | 1                 | 1  | 4               |
| TOTAL | TOTAL          | 4               | 4                | 3                 | 11 | —               |

Geral
| Ordem | País             | Medalha de ouro | Medalha de prata | Medalha de bronze |    | Ordem por total |
| ----- | ---------------- | --------------- | ---------------- | ----------------- | -- | --------------- |
| 1     | Rússia           | 6               | 3                |                   | 9  | 2               |
| 2     | Itália           | 5               | 4                | 1                 | 10 | 1               |
| 3     | Eslovênia        | 2               | 2                | 2                 | 6  | 3               |
| 4     | Áustria          | 1               | 1                | 2                 | 4  | 4               |
| 5     | Estados Unidos   |                 | 1                | 1                 | 2  | 5               |
| 6     | Canadá           |                 | 1                |                   | 1  | 7               |
| 6     | China            |                 | 1                |                   | 1  | 7               |
| 6     | República Tcheca |                 | 1                |                   | 1  | 7               |
| 9     | Alemanha         |                 |                  | 2                 | 2  | 5               |
| 10    | Austrália        |                 |                  | 1                 | 1  | 7               |
| 10    | Coreia do Sul    |                 |                  | 1                 | 1  | 7               |
| 10    | França           |                 |                  | 1                 | 1  | 7               |
| 10    | Romênia          |                 |                  | 1                 | 1  | 7               |
| 10    | Suíça            |                 |                  | 1                 | 1  | 7               |
| TOTAL | TOTAL            | 14              | 14               | 13                | 41 | —               |